# 布倫特伍德鎮足球會
布倫特伍德鎮足球會（Brentwood Town Football Club）是一支位於英格蘭布倫特伍德的職業足球會，目前於英格蘭足球依斯米安聯賽甲組北角逐。

## 外部連結
- Club website （页面存档备份，存于）